# Stéphane Goubert
Stéphane Goubert (Montpellier, França, 10 de março de 1970) é um ciclista francês que foi profissional entre 1994 e 2009. Competiu de maneira regular em duas dos principais eventos mundiais do ciclismo em estrada: o Tour de France e a Volta a Espanha.

## Trajetória
Estreiou como profissional na temporada de 1994 nas fileiras da equipa Festina-Lotus. Não conseguiu nenhuma vitória durante toda a sua corrida desportiva, mas tem sido um gregario de excepção para seus respectivos chefes de fileiras e conseguiu algumas boas classificações inclusive em grandes voltas. Retirou-se de maneira oficial ao termo da temporada de 2009 pese a que AG2R La Mondiale lhe tentou renovar por um ano mais, coisa que desestimó o ciclista francês pese o agradecer. A sua última corrida foi a Paris-Bourges.
Desde 2012 encontra-se no cargo de diretor desportivo no conjunto AG2R Citroën Team.

## Palmarés
Não conseguiu vitórias como profissional.

## Resultados em Grandes Voltas e Campeonatos do Mundo
| Corrida            | Corrida            | 1994 | 1995 | 1996 | 1997 | 1998 | 1999 | 2000 | 2001 | 2002 | 2003 | 2004 | 2005 | 2006 | 2007 | 2008 | 2009 |
| ------------------ | ------------------ | ---- | ---- | ---- | ---- | ---- | ---- | ---- | ---- | ---- | ---- | ---- | ---- | ---- | ---- | ---- | ---- |
|                    | Giro d'Italia      | —    | —    | —    | —    | —    | Ab.  | —    | —    | —    | —    | —    | —    | —    | —    | —    | —    |
|                    | Tour de France     | —    | —    | —    | —    | —    | 74.º | —    | 31.º | 17.º | 31.º | 20.º | 34.º | 36.º | 27.º | 20.º | 14.º |
|                    | Volta a Espanha    | —    | 26.º | Ab.  | —    | Ab.  | —    | —    | —    | —    | —    | Ab.  | —    | 29.º | 13.º | —    | —    |
| Mundial em Estrada | Mundial em Estrada | —    | —    | —    | —    | —    | —    | —    | Ab.  | —    | —    | —    | —    | —    | Ab.  | —    | —    |

—: não participa
Ab.: abandono

## Equipas
- Festina-Lotus (1994-1996)
- Cofidis (1997-1998)
- Team Polti (1999-2000)
- Jean Delatour (2001-2003)
- Ag2r (2004-2009)
- Ag2r Prévoyance (2004-2007)
- AG2R La Mondiale (2008-2009)